# Várzeaschifforn
Várzeaschifforn (Schiffornis major) är en fågel i familjen tityror inom ordningen tättingar.

## Utseende och läte
Várzeaschiffornen är en rätt liten orangebrun fågel. Vingarna är mörkare bruna. På huvudet syns varierande mängd grått. Den kan likna vissa attilor, men har kortare stjärt och kortare, knubbigare näbb. Sången består av ljusa visslingar, återgivna som "tuw-tuwee . . . tee, tuweep!".

## Utbredning och systematik
Várzeaschifforn delas in i två underarter med följande utbredning:
- Schiffornis major duidae – förekommer i tropiska sydöstra Venezuela (södra Amazonas)
- Schiffornis major major – förekommer i tropiska sydöstra Colombia till norra Bolivia och Amazonområdet i Brasilien

### Släktskap
Schiffornerna placerades tidigare i familjen manakiner, vilket det svenska tidigare namnet trastmanakin avslöjar. DNA-studier visar dock att de tillhör en grupp fåglar som urskilts till den egna familjen tityror (Tityridae). De är närmast släkt med sorgfåglarna i släktena Laniisoma och Laniocera.

## Levnadssätt
Várzeaschifforn hittas i högväxt skog i säsongsmässigt översvämmade områden. Där födosöker den enstaka eller i par, vanligen olikt många andra tättingar inte som en del av kringvandrande artblandade flockar.

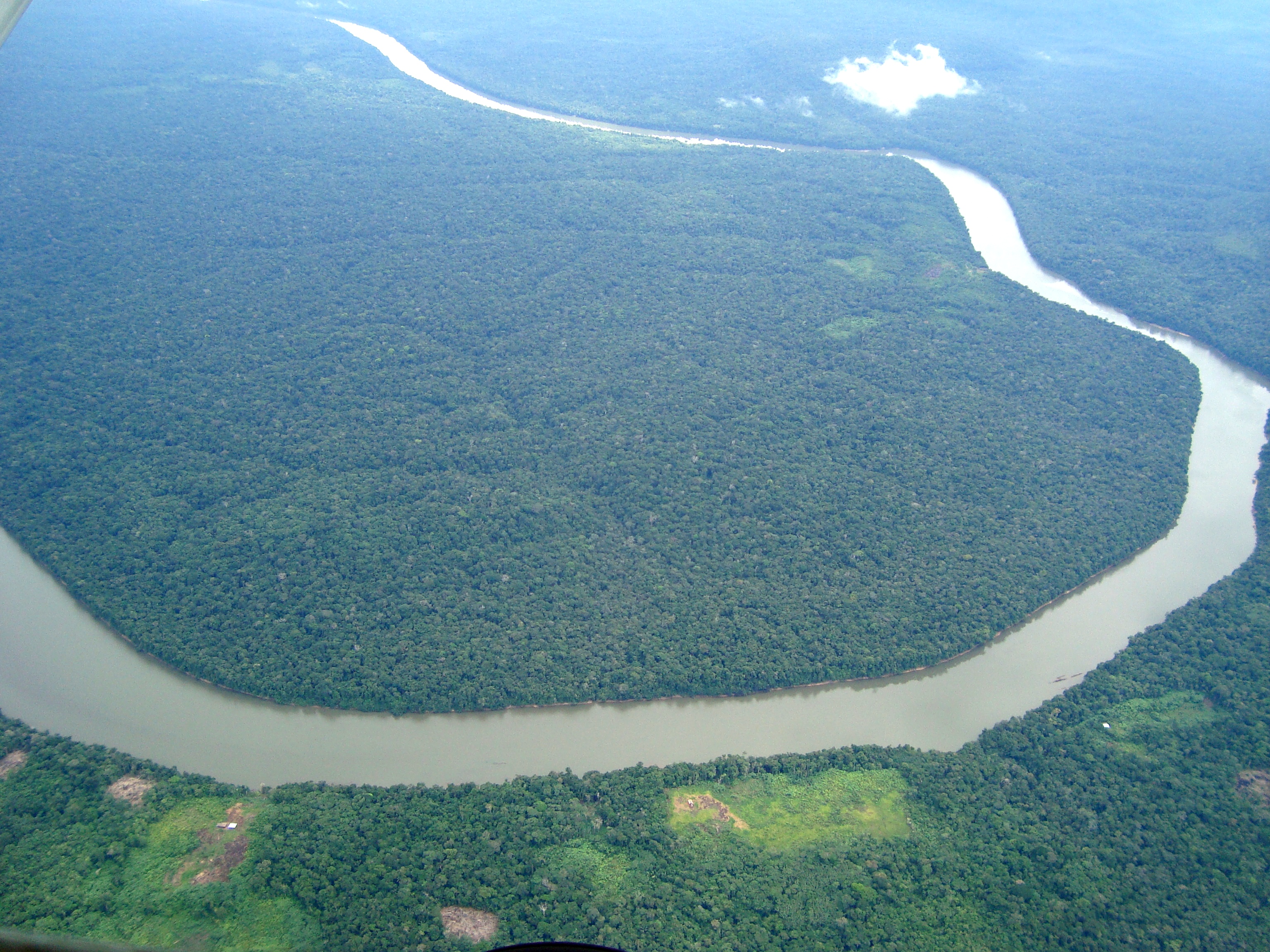
Fågeln är uppkallad efter skogstypen várzea, en sorts säsongsvis översvämmad skog i Amazonområdet.

## Status och hot
Arten har ett stort utbredningsområde, men tros minska i antal, dock inte tillräckligt kraftigt för att den ska betraktas som hotad. Internationella naturvårdsunionen IUCN listar arten som livskraftig (LC).